# جونیور گودوی
جونیور گودوی (به پرتغالی: Luiz Antônio de Godoy Alves Júnior) هافبک اهل برزیل است که در شهر سائوپائولو و در تاریخ ۲۰ سپتامبر ۱۹۷۸ به دنیا آمده‌است.
جونیور گودوی در تیم‌های فوتبال  سائوپائولو سابقهٔ حضور دارد.